# سفارة الجمهورية العربية الصحراوية الديمقراطية في الأورغواي
سفارة الجمهورية العربية الصحراوية الديمقراطية في الأورغواي هي البعثة الدبلوماسية للجمهورية العربية الصحراوية الديمقراطية بالأورغواي.

## قائمة السفراء
| الاسم         | صورة | الفترة | م     |
| ------------- | ---- | ------ | ----- |
| الشيبانى عباس |      |        | [ 1 ] |